# Yleisradio
Yleisradio (en finès) o Rundradion (en suec), més conegut per la seva abreviatura Yle, és la companyia de radiodifusió pública de Finlàndia. Es va fundar en 1926 i actualment gestiona quatre cadenes de televisió, nou emissores de ràdio nacionals, una xarxa de 25 ràdios regionals i un lloc web multimèdia amb una plantilla de 200 treballadors.
Yle és un dels membres fundadors de la Unió Europea de Radiodifusió, creada el 12 de febrer de 1950. Al mateix temps, va ser l'única empresa d'Europa Occidental que va estar a l'Organització Internacional de Ràdio i Televisió, formada en la seva majoria per països d'Europa de l'Est.

## Història

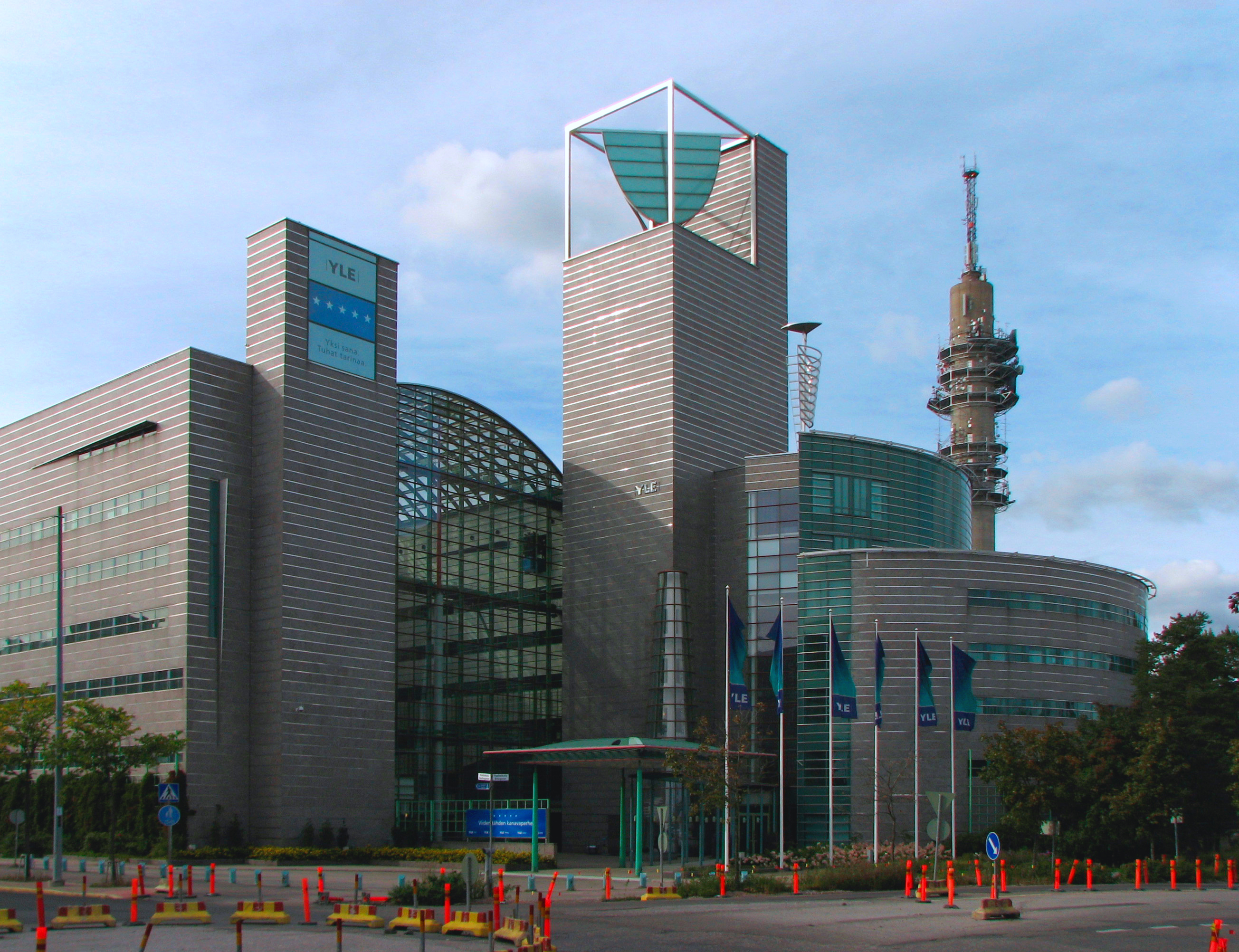
Seu central d'Yle a Hèlsinki.

O.Y. Suomen Yleisradio - A.B. Finlands Rundradio va ser fundada el 29 de maig de 1926 a Hèlsinki, basant-se en el model de la radiodifusió pública britànica BBC. Les emissions de ràdio van començar el 9 de setembre del mateix any, encara que no es cobriria tot el territori nacional fins a 1928. Amb el desenvolupament del mitjà, el parc de ràdios va augmentar i al començament de la dècada de 1930 més de 100.000 llars finlandeses podien sintonitzar el seu senyal. L'estat va assumir el control complet de la companyia en 1934 i va establir un règim de monopoli.
Les emissions regulars de la televisió pública van començar l'1 de gener de 1958, després de diversos anys en prova, sota el nom Suomen Televisio (Televisió Finlandesa). ostentava llavors el monopoli, però el pioner va ser l'estació comercial Mainostelevisio (MTV). Per això, el govern va permetre que el grup privat pogués continuar emetent dins de les freqüències públiques, en franges determinades i amb una imatge corporativa totalment diferenciada. A més, el servei públic no podia oferir publicitat i hauria de finançar-se amb un impost per cada televisor. La televisió va ser un èxit i en 1964 es va crear el segon canal públic Yle TV2. Les primeres emissions en color van començar en 1969 i no es van normalitzar fins a mitjan dècada de 1970.
L'organisme va mantenir el monopoli sobre la ràdio fins a 1985, quan es van permetre les primeres emissores locals privades. A nivell nacional, no es va trencar fins a 1995. Quant a la televisió, el govern va concedir en 1992 una freqüència pròpia al grup privat MTV3 a partir de l'1 de gener de 1993, mentre que Yle va reforçar el seu paper de servei públic. Amb la televisió digital terrestre es van crear dos nous canals: l'emissora en suec Yle FST5 i la cultural Yle Teema, si bé tots dos comparteixen freqüència des de 2017.

## Organització

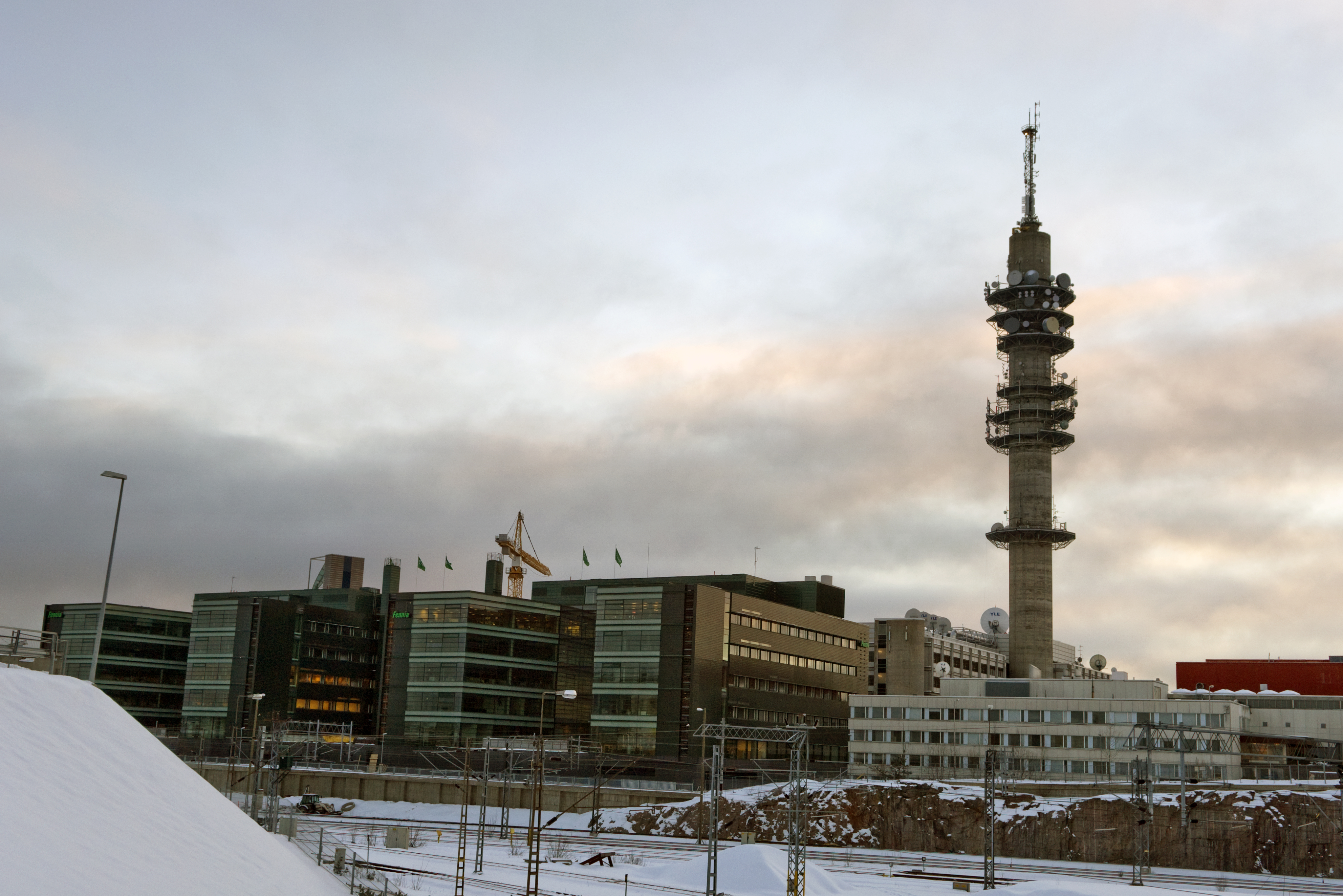
Torre de transmissions de Yle (en finès, Pasilan linkkitorni), de 146 metres d'altura.

Yleisradio pertany a l'estat finlandès. No obstant això, la seva adreça és a càrrec d'un Consell Administratiu designat pel Parlament de Finlàndia, l'objectiu del qual és garantir la independència editorial. Existeix un estatut de l'empresa que fixa els objectius de servei públic.
El grup es finança a través d'impostos i aportacions de les emissores privades. Des de 2013 hi ha un impost progressiu calculat en funció dels ingressos de cada llar i el nombre de persones que resideixen en ella, i que substitueix al cànon televisiu tradicional. La resta dels diners l'aporten les ràdios i televisions privades, ja que Yle és el propietari legal de les xarxes de difusió. Com a contrapartida, no pot emetre publicitat comercial.
La programació de Yle ha de promoure el finès, la cultura finlandesa i donar cobertura a minories socials del país. Per a això el grup compta amb emissores de ràdio i un canal de televisió en suec, llengua oficial que parla el 5,4% de la població, i una ràdio dirigida als samis. Tota la seva programació internacional, excepte les sèries d'animació i alguns documentals, s'emet en versió original subtitulada.

### Directors executius
- Jalmar Voldemar Vakio (1927-1945)
- Hella Wuolijoki (1945-1949)
- Einar Sundström (1950-1964)
- Eino Sakari Repo (1965-1969)
- Erkki Raatikainen (1970-1979)
- Sakari Kiuru (1980-1989)
- Reino Paasilinna (1990-1994)
- Arne Wessberg (1994-2005)
- Mikael Jungner (2005-2010)
- Lauri Kivinen (Des de 2010)

## Canals

### Televisió
Yleisradio gestiona quatre canals de televisió en tres freqüències, tots ells amb versió en alta definició des de 2014:
- Yle TV1: canal generalista dirigit a tots els públics, amb una programació dedicada a la informació, entreteniment, esdeveniments especials i servei públic. Va començar a emetre l'1 de gener de 1958 i la seva seu es troba a Hèlsinki.
- Yle TV2: canal generalista per al públic jove i urbà. La seva programació està basada en sèries, entreteniment, esport i cinema. Va començar el 7 de març de 1965 i la seva seu es troba a Tampere.
- Yle Teema & Fem: canal temàtic creat en 2017 que cobreix les següents franges:
  - Yle Teema: canal amb programació cultural, educativa i artística, inaugurat en 2001.
  - Yle Fem: canal generalista dirigit als suecs de Finlàndia. Tota la seva programació és en suec, encara que la majoria d'espais estan també subtitulats en finès.

La programació en aquesta llengua va començar a emetre's en 1988 sota el bloc Finlands Svenska Television, però no va ser fins a 2001 quan es va crear un canal propi per TDT.
L'ens col·labora juntament amb MTV3 en la televisió internacional TV Finland, dirigida als finlandesos que resideixen a l'estranger.

### Ràdio
- Yle Radio 1: emissora generalista que emet informació i programació cultural. Va començar les seves emissions en 1926 com la primera ràdio de Finlàndia.
- Yle Radio Suomi: cadena composta per 25 emissores regionals, especialitzada en informació i esdeveniments especials. Va ser fundada en 1990.
- YleX: emissora juvenil especialitzada en música i entreteniment.
- Yle Puhe: emissora amb programes informatius i culturals, debat i entreteniment.
- Yle Klassinen: emissora especialitzada en música clàssica. Emet en DVB i en internet.
- Yle Vega: emissora generalista en suec que emet informació, programació cultural i esdeveniments especials.
- Yle X3M: emissora juvenil en suec, especialitzada en música i entreteniment. Va entrar a l'aire en 1997.
- Yle Pelat: emissora exterior que emet butlletins informatius d'altres emissores de la Unió Europea de Radiodifusió.
- Yle Sámi Radio: Emissora d'ona curta que emet per als samis. Es va fundar en 1947. És produït en cooperació amb SVT (Suècia) i NRK (Noruega).

### Vídeo sota demanda
Yleisradio compte des de 2007 amb el servei de vídeo sota demanda i podcast Yle Areena, disponible en finès i suec a través del seu lloc web. El servei permet accedir a l'emissió de totes les cadenes de ràdio de Yle, a les de televisió i a un arxiu de programes antics. A més ofereix finestres alternatives a l'emissió d'esdeveniments esportius, mitjançant registre. Per drets d'emissió, molts programes només poden veure's en territori finlandès.
El lloc web de Yle té també amb la hemeroteca audiovisual Yle Elävä arkisto, que recull documents històrics de la televisió pública finlandesa.

## Imatge corporativa
La imatge corporativa actual d'Yle data de 2012 i consisteix en un quadrat celeste amb el nom abreujat de la companyia en minúscules. El logotip unifica la imatge de tots els canals de ràdio i televisió, als quals només s'afegeix el seu nom comercial.
El seu primer logotip va ser dissenyat pel 1940 per Ami Hauhio, un dibuixant de còmics. Representava un cercle blau i en el seu interior figuraven una estació de ràdio, una ona sonora i dos avets amb la paraula «RÀDIO». Quan es va posar en marxa el canal de televisió, la imatge va quedar enquadrada en una espècie de pantalla. En aquest temps les emissions televisives solien començar amb el vol de cignes, que des de llavors estan associats com a símbol de la primera cadena.
Amb el pas del temps, el logotip original va quedar en desús. Per a diferenciar al grup de la competència privada, en 1990 el dissenyador alternatiu Herbie Kastemaa va crear una nova icona: cinc anells de colors que simulaven ones sonores, al voltant d'una esfera que representava el Sol. Encara que aquest disseny va complir la seva comesa, els diferents canals van mantenir marques pròpies perquè el sol era molt difícil de representar en pantalla. En 1999 l'estudi Markkinointi Viherjuuri va dissenyar una nova imatge més versàtil amb el nom «YLE» en blau, dins de dues columnes verdes.

Logo tradicional.
1965 a 1990.
1990 a 1999.
1999 a 2012.
Logo actual.